# Shigang
Shigang (chinesisch 石岡區 / 石冈区, Pinyin Shígāng Qū) ist ein Bezirk (區,  Qū) der Stadt Taichung auf Taiwan, Republik China.

## Lage
Shigang  liegt nördlich der alten Kernstadt von Taichung am Südufer des Flusses Dajiaxi (大甲溪,  Dàjiǎ xī), der die nördliche und östliche Grenze des Bezirks bildet. Die Höhe über dem Meeresspiegel variiert zwischen 260 und 560 Metern. Die niedrigste Höhe wird dabei im Flusstal des Dajiaxi erreicht und die höchste im Ortsteil Jinxing. Die Ost-West-Ausdehnung beträgt 6,3 km und die Nord-Süd-Ausdehnung 4,6 km. Der Umriss des Bezirks ähnelt grob einem handförmig gelapptem Blatt, wobei die Finger nach Süden ausgestreckt sind. Die angrenzenden Bezirke sind Dongshi im Norden, Xinshe im Süden und Fengyuan im Westen.
Shigang gehört zur subtropischen Klimazone. Die Jahresmitteltemperatur liegt bei 22 °C und variiert zwischen 14,2 °C im Januar und 28,3 °C im Juli. Der mittlere Jahresniederschlag liegt bei 2114 mm. Der meiste Regen (75 %) fällt während der Südwest-Monsunperiode im Sommer in den Monaten März bis August, während der Nordost-Monsun vom Zentralgebirge bzw. Xueshan-Gebirge abgehalten wird, so dass die Wintermonate relativ trocken sind (6 % des Jahresniederschlags).

## Geschichte
Ein früherer Name von Shigang ist Shigangzi (石崗仔,  Shígǎngzǐ) mit der ungefähren Bedeutung „kleiner Steinabhang“ (?). Der Name rührt von der Lage Shigangs am Südufer des Flusses Dajiaxi her. Die frühere Bevölkerung bestand aus Austronesiern (Pingpu), überwiegend von der Ethnie der Atayal und der Pazeh. In der Spätphase der Herrschaftszeit Kangxis kamen die ersten Han-chinesischen Einwanderer vom Festland, überwiegend aus den Provinzen Guangdong und Fujian, in die Gegend. Während der Herrschaftszeit Qianlongs wurde eine Siedlungsgrenze zwischen Han und dem Eingeborenenland festgelegt. Zur Zeit der japanischen Herrschaft erfolgte eine Reihe von Verwaltungsreformen und 1920 wurde das ‚Dorf‘ (庄,  Zhuāng) Shigang gebildet. 1945, nach der Übernahme Taiwans durch die Republik China, wurde daraus die ‚Landgemeinde‘ (鄉,  Xiāng) Shigang im neu gebildeten Landkreis Taichung. Am 25. Dezember 2010 wurde Shigang zusammen mit dem gesamten Landkreis Taichung in die Stadt Taichung eingemeindet. Shigang wurde danach zu einem Stadtbezirk (區,  Qū).

## Bevölkerung
Etwa die Hälfte der Bevölkerung gehört zur Volksgruppe der Hakka. Hakka wird von etwa 11.000 Personen gesprochen. In den Ortsteilen Longxing and Jinxing bilden Minnan-Sprecher die Mehrheit. Im Februar 2020 lebten 105 Angehörige indigener Völker im Bezirk, entsprechend einem Bevölkerungsanteil von 0,7 %.
| Gliederung von Shigang |
|                        |

## Verwaltungsgliederung
Shigang ist in 10 Ortsteile (里, Li) unterteilt:
1 Shigang (石岡里)

2 Wan’an (萬安里)

3 Jinxing (金星里)

4 Longxing (龍興里)

5 Jiufang (九房里)

6 Wanxing (萬興里)

7 Meizi (梅子里)

8 Tuniu (土牛里)

9 Dexing (德興里)

10 Hecheng (和盛里)

## Wirtschaft
In früherer Zeit war Shigang vollständig landwirtschaftlich geprägt. In den letzten Jahrzehnten kam es mit der Entwicklung von Industrie und Handel zu einer rudimentären Urbanisierung, vor allem in Wan’an. Nach wie vor ist die Landwirtschaft aber der bedeutendste Wirtschaftszweig. Die landwirtschaftliche Nutzfläche lag im Jahr 2017 bei 770 ha. Während in früherer Zeit der Reisanbau dominierte wird heute hauptsächlich Obstbau, Gemüsebau und Zierpflanzenbau betrieben. Hauptanbauprodukte sind Ponkan,  Bergbirnen (高接梨,  Gāo jiēlí), Weintrauben, Pfirsiche, Kakis, Bittermelonen (白玉苦瓜 – „Weiße-Jade-Bittermelone“), Schwammkürbis, Austern-Seitling, sowie Oncidium-Zierblumen. Die Landwirtschaft hat sich auch zunehmend auf den Landwirtschafts-Tourismus eingestellt.

## Verkehr
Die mit Abstand wichtigste Verbindung ist die Provinzstraße 3, die südlich des Dajiaxi entlang führt und den Fluss im Osten überquert. Daneben gibt es kleinere städtische Straßen.

## Internationale Partnerschaften
Mit der Kleinstadt Misasa in der Präfektur Tottori (Japan) besteht seit dem 3. Juni 2007 ein offizielles Partnerschaftsabkommen.

## Besonderheiten

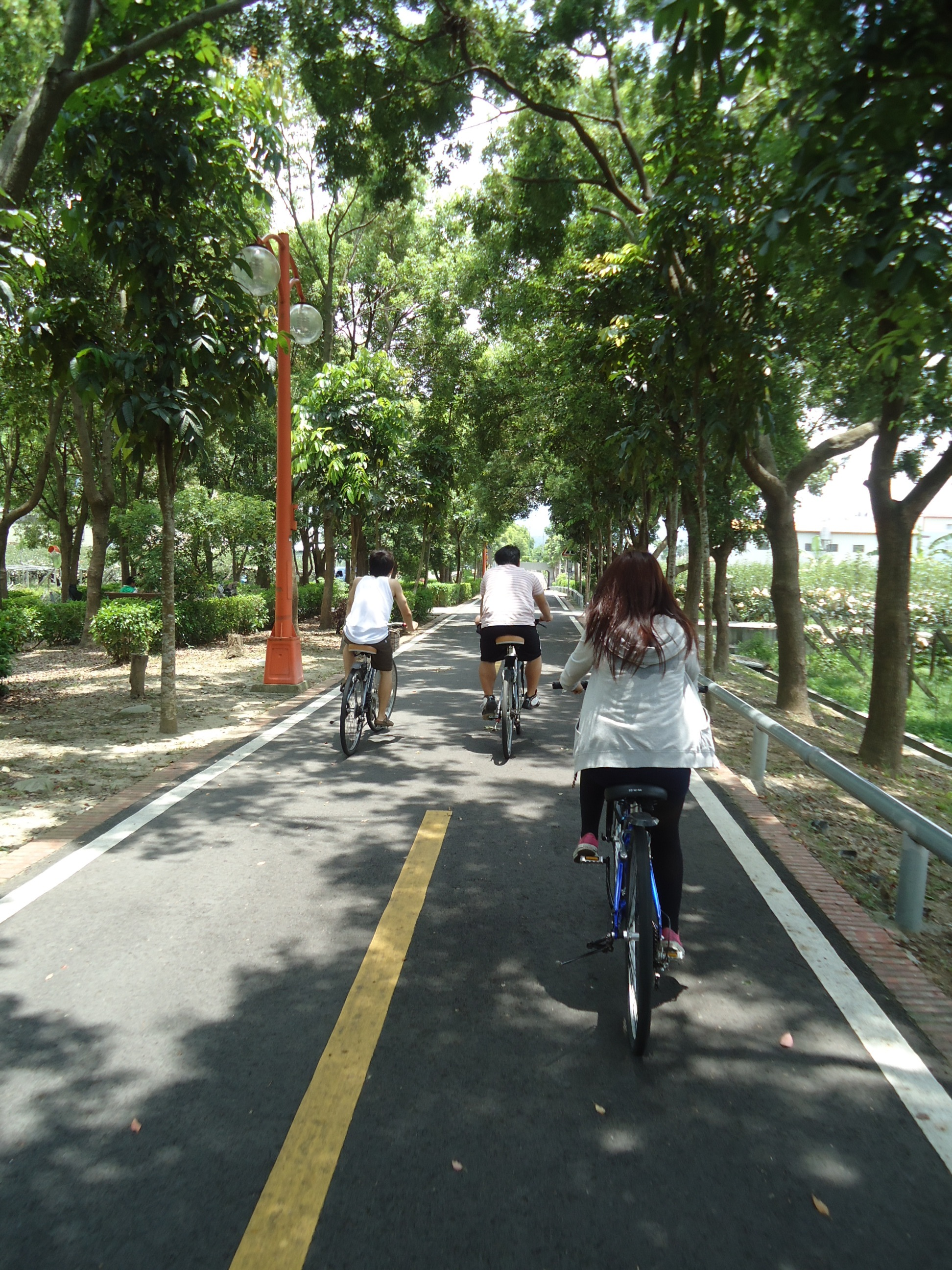
Dongfeng-Grüner Fahrradkorridor

Shigang bietet Möglichkeiten zum Natur- und Landwirtschafts-Tourismus. Im Tiu-Niu-Hakka-Kulturzentrum (土牛客家文化館 ) befindet sich die Bezirksbibliothek und ein kleines Hakka-Kulturmuseum. Auf der Trasse der 1991 aufgegebenen Dongshi-Bahnlinie wurde ein Radwanderweg angelegt (東豐自行車綠廊 – „Dongfeng-Grüner Fahrradkorridor“). Im Ortsteil Jinxing befindet sich der Shizhong-Tempel (石忠宮,  Shízhōng gōng, ), ein 1976 erbauter Mazu-Tempel.
Der Dajiaxi wird im Norden durch den an der Grenze zum Nachbarbezirk Dongshi gelegenen, Oktober 1977 fertiggestellten Shigang-Damm aufgestaut. Der Damm ist eine Gewichtsstaumauer aus Beton mit einer Länge von 357 Metern und einer maximalen Höhe von 21,6 Metern. Der entstandene Stausee hat ein effektives Speichervolumen von 2,7 Millionen m³. Der Damm verfügt über 18 Fluttore und dient vor allem der Wasserregulierung und der Wasserversorgung, sowohl für die Bevölkerung, als auch für die Landwirtschaft. Während des Jiji-Erdbebens 1999 wurde ein Teil des Damms zerstört, jedoch danach wieder instand gesetzt.

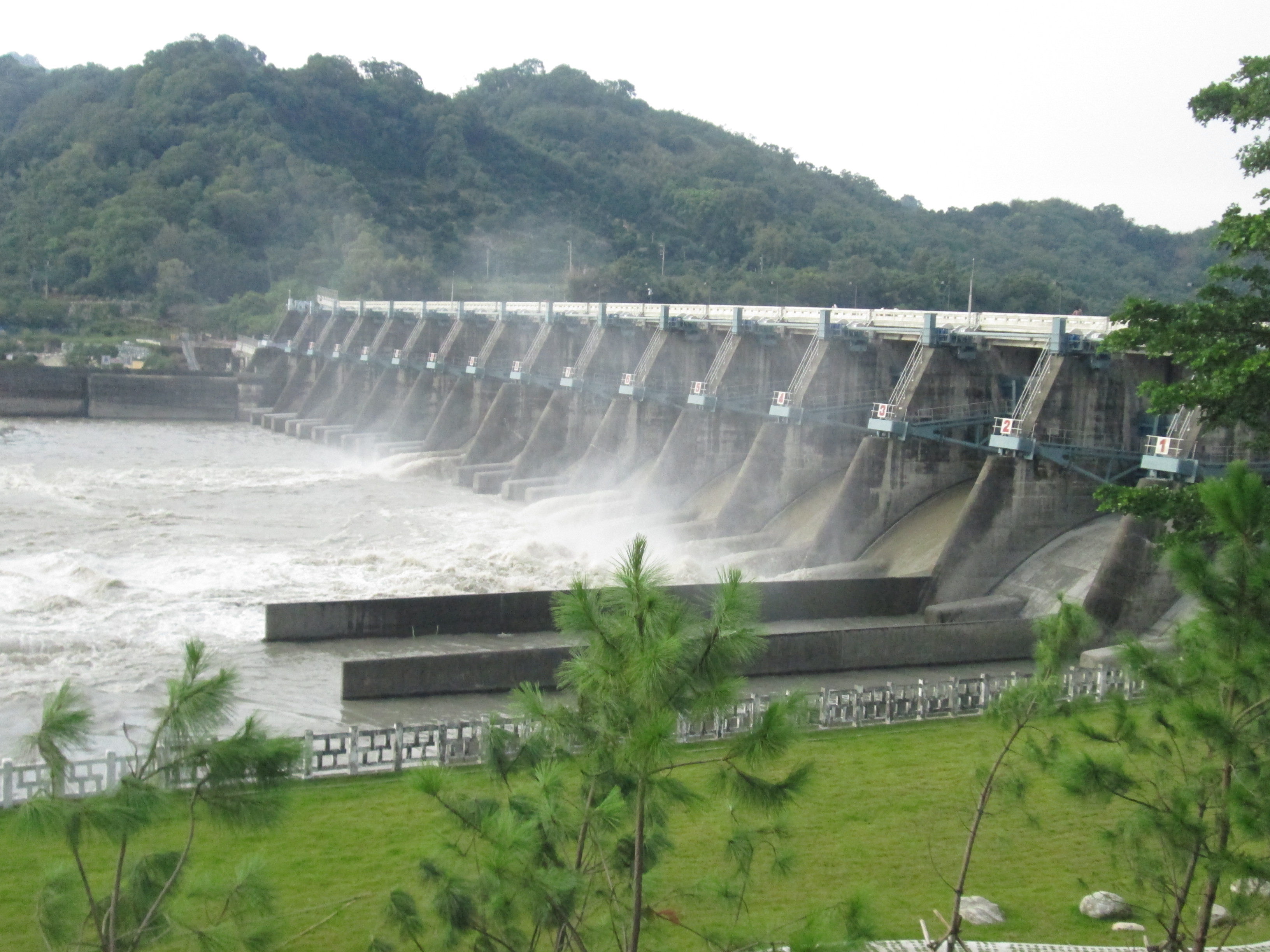
Shigang-Damm
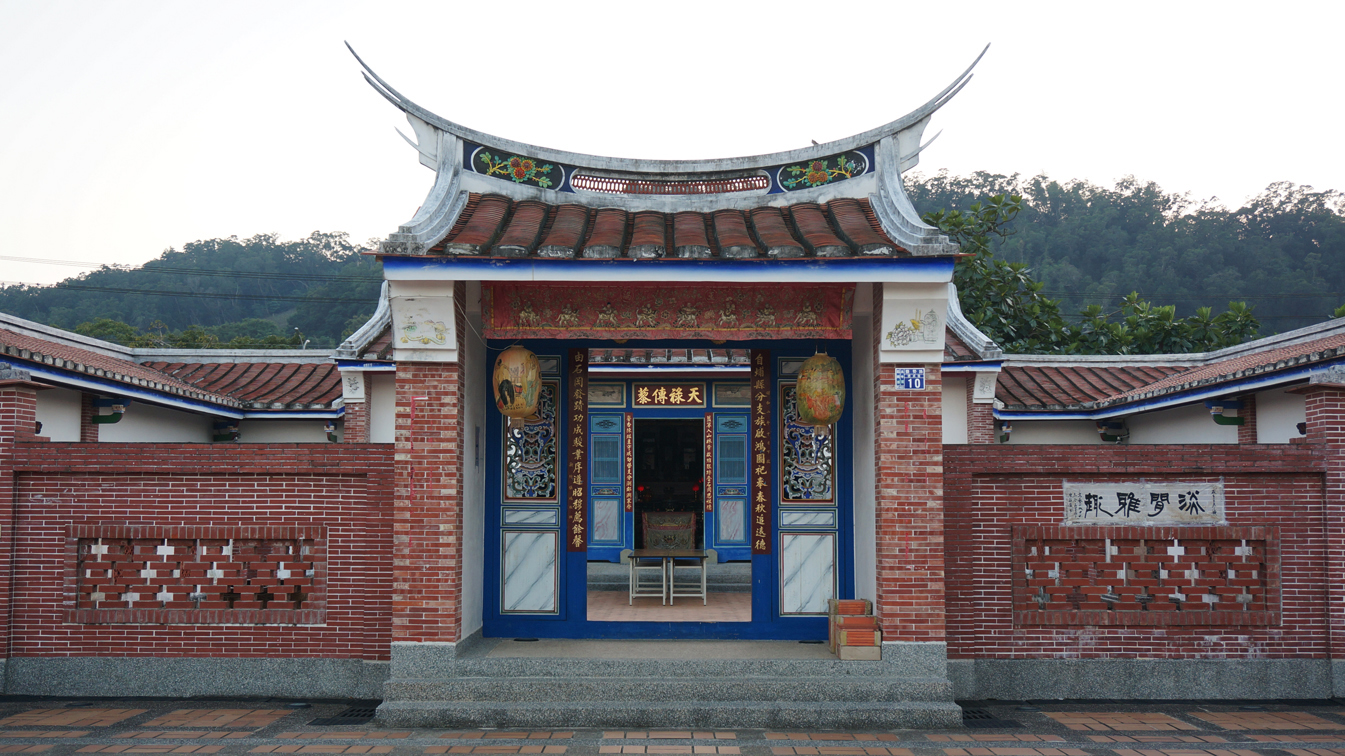
Hakka-Kulturzentrum
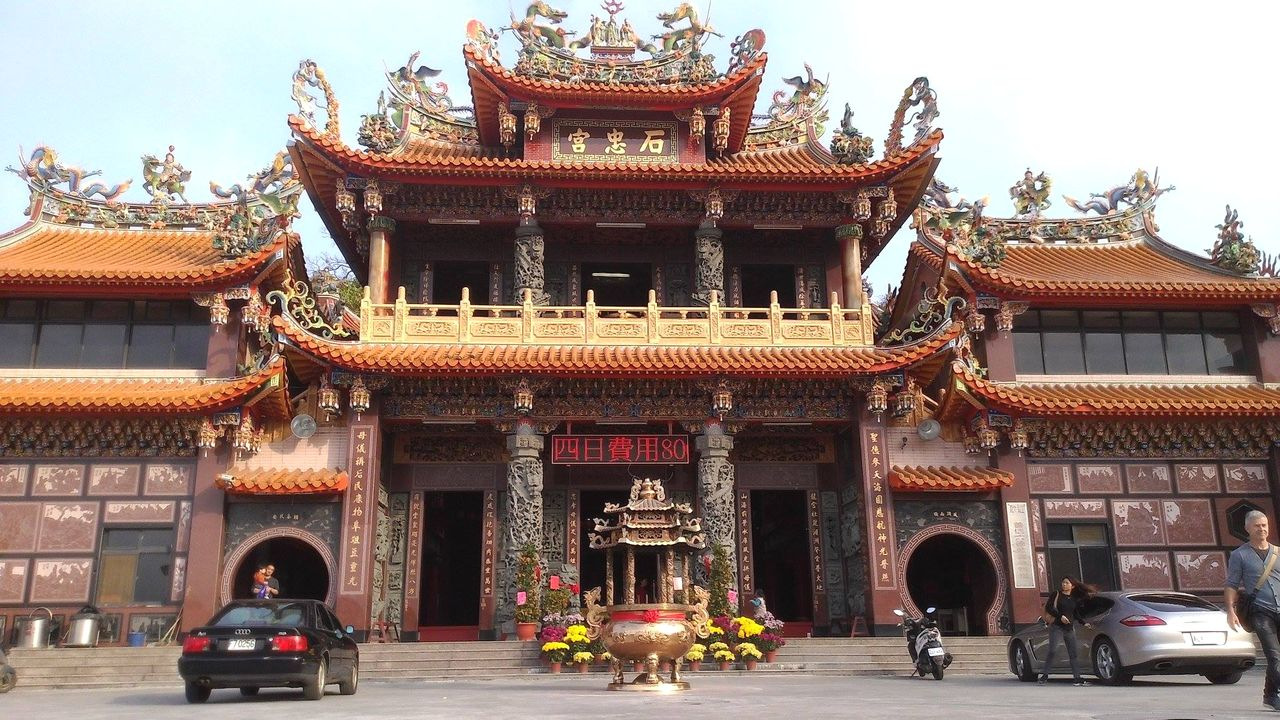
Shizhong-Tempel